# Goločelo (gmina Koceljeva)
Goločelo (cyr. Голочело) – wieś w Serbii, w okręgu maczwańskim, w gminie Koceljeva. W 2011 roku liczyła 473 mieszkańców.